# Zeche Lothringen
Die Zeche Lothringen war ein Steinkohlen-Bergwerk im Bochumer Stadtteil Gerthe.

## Schachtanlagen
Das Bergwerk besaß insgesamt sechs Schächte. Die Schächte 1, 2 und der Wetterschacht (später Schacht 6 genannt) befanden sich in an der Lothringer Straße:
- Schacht 1: 1872 Teufbeginn, 1967 stillgelegt, 51° 31′ 7″ N, 7° 16′ 57,63″ O
- Schacht 2: 1895 Teufbeginn, 1967 stillgelegt, 51° 31′ 7,1″ N, 7° 16′ 53,69″ O
- Wetterschacht 6: 1884 Teufbeginn, 1980 stillgelegt, 51° 31′ 9,4″ N, 7° 16′ 56,25″ O
- Schacht 3 (an der Ostwaldstraße): 1901 Teufbeginn, 1966 stillgelegt, 51° 31′ 20,84″ N, 7° 17′ 44,2″ O
- Schacht 4 (im Ortsteil Hiltrop zwischen Hiltroper Straße und Dietrich-Benking-Straße): 1910 Teufbeginn, 1967 stillgelegt, 51° 30′ 37,08″ N, 7° 15′ 12,96″ O[1]
- Schacht 5 (zwischen 1/2/6 und 4 am Castroper Hellweg): 1913 Teufbeginn, 1915 Förderbeginn – jedoch bald nur noch Seilfahrt, 1957 stillgelegt, 1968 verfüllt 51° 30′ 43,2″ N, 7° 16′ 7″ O

Die Schachtanlagen waren allesamt über Werkseisenbahn-Verbindungen zwischen dem Bahnhof Dortmund-Bövinghausen an der Emschertalbahn und dem Bahnhof Bochum-Nord (über eine Verbindungsbahn zu den Stahlwerken Bochum) erschlossen. Die Lothringenbahn war wegen anderweitigen Bedarfs noch bis in die neunziger Jahre hinein in Betrieb und wurde erst dann stillgelegt. Inzwischen sind Teile der Strecke zu Rad- und Fußwegen umgebaut worden.

## Standorte
Die Zeche Lothringen erstreckte sich über vier Standorte.

### Lothringen 1/2/6

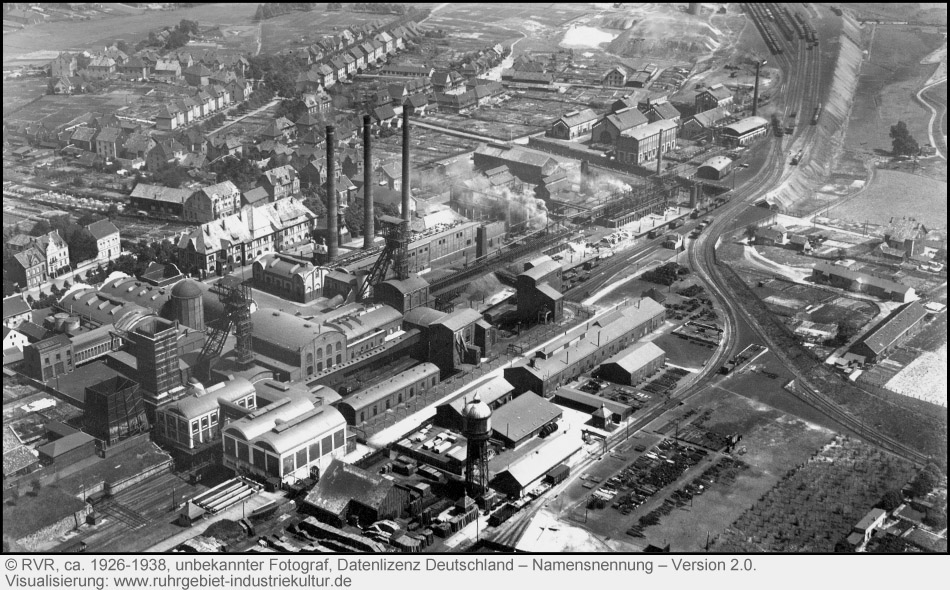
Lothringen 1/2/6 mit den Fördertürmen von Schacht 1 und 2

Dieser Standort mitten im Stadtteil Bochum-Gerthe war der Haupt-Standort der Zeche Lothringen. Hier befand sich die Hauptverwaltung der Zeche. Der hier als erstes abgeteufte Schacht Lothringen 1 diente später als Haupt-Förderschacht für die gesamte Zeche. Hier befanden sich auch viele Einrichtungen, die der Zechenbetrieb mit sich brachte (Kohlenwäsche, Brikettfabrik, Kokerei, Anlagen zur Imprägnierung von Grubenhölzern).
Schacht 1
1872 begannen die Teufarbeiten zu Schacht 1 und 1880 konnte die erste Kohle gefördert werden.
Im Anschluss wurden weitere Anlagen zur Kohleverarbeitung gebaut: 1883 ging die Kohlenwäsche in Betrieb, 1886 die Brikettfabrik, 1887 die Kokerei mit 50 Öfen. Hauptabnehmer war die Stahlindustrie, die Koks für ihre Hochöfen benötigte.
Parallel hierzu wurde 1884 ein Wetterschacht abgeteuft, der 1887 in Betrieb geht. (Er bekam später den Namen Lothringen 6.)
Schacht 2
1895 wurde ein zweiter Förderschacht Lothringen 2 abgeteuft und 1896 in Betrieb genommen.
Mit der Inbetriebnahme von Schacht 2 stiegen die Fördermengen, die Kohlenwäsche und Kokerei wurden erweitert und die Kokerei um Nebengewinnungsanlagen zur Herstellung von Teer, Benzol, Ammoniak ergänzt. Da der Verkauf von Koks und der Kokerei-Nebenprodukte wesentlich profitabler war, als der Verkauf von Briketts, wurde nahezu die gesamte Förderung in der Kokerei weiterverarbeitet und die Brikettfabrik geschlossen. Als es 1901 die Koksnachfrage sank, ging die Brikettfabrik wieder in Betrieb, 1905 aber endgültig stillgelegt.
Grubenholz-Imprägnieranlage
1902 wurde zusätzlich noch eine Grubenholz-Imprägnieranlage auf dem Gelände in Betrieb genommen. 1922 wurde sie durch die neue Grubenholz-Imprägnieranlage auf dem Gelände von Lothringen 5 ersetzt.
Pechkokerei
1930 wird mit der Inbetriebnahme der Zentralkokerei am Standort Lothringen 4 die Kohle-Verkokung an allen anderen Standorten eingestellt. Die Kokerei am Standort Lothringen 1/2/6 wird auf Pechverkokung umgestellt. Hierzu werden bis 1937 insgesamt 65 Pechkoksöfen aufgestellt.
Im Zweiten Weltkrieg gibt es Bombentreffer in der Pechkokerei. 1956 wird die Pechkokerei stillgelegt.
Zentralisierung der Förderung
1955 übernahmen die Schächte Lothringen 1 und 2 die Förderung von allen anderen Standorten. Von 1957 bis zur Stilllegung 1967 wurde nur noch über Schacht 1 als Zentralförderschacht für alle anderen Standorte gefördert.

### Lothringen 3
Schacht 3
An diesem Standort wurde 1901 begonnen den Schacht Lothringen 3 abzuteufen. Zwischen 1905 und 1924 wurde hier Kohle gefördert. Danach wurde die Förderung auf die Schächte 1 und 2 verlagert. 1906 wurde auch hier eine Kokerei in Betrieb genommen und bis 1924 betrieben. Danach übernahm die Zentral-Kokerei Lothringen 4 die Koks-Herstellung.
Chemische Werke Lothringen
Die Zeche Lothringen hatte ein Patent zur Herstellung von Salpetersäure aus Ammoniak erworben (Ostwald-Verfahren). Hierzu wurden die Chemischen Werke Lothringen gegründet und 1905 eine Versuchsanlage am Standort Lothringen 3 aufgebaut. Das hierzu erforderliche Ammoniak konnte von den eigenen Kokereien bezogen werden. 1908 wurde eine Produktionsanlage für Salpetersäure und Nitrate (Natrium- und Ammonsalpeter) in Betrieb genommen.
Im Ersten Weltkrieg wurde dies um eine Schwefelsäure-Anlage ergänzt, um hieraus Sprengstoffe für das Militär herzustellen.
Nach dem Ersten Weltkrieg wurden Düngemittel und Sprengstoffe für den Bergbau hergestellt. 1929 wurden die Chemischen Werke Lothringen an I.G. Farben verkauft und 1931 die Produktion eingestellt.

### Lothringen 4

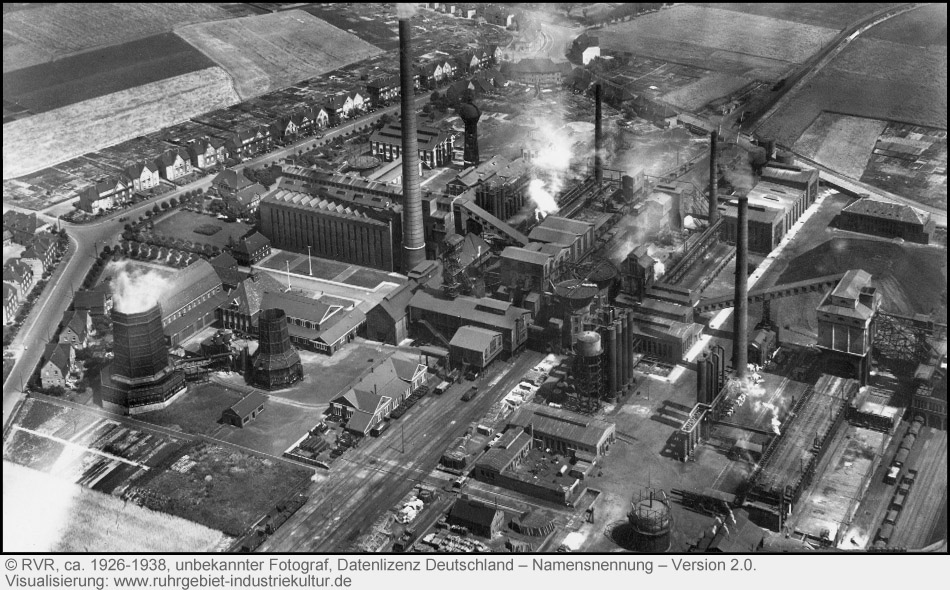
Lothringen 4 mit Zentralkokerei und Kohlekraftwerk

Schacht 4
1910 wurde der Schacht Lothringen 4 abgeteuft und 1911 die Förderung begonnen. 1911 wurde auch eine Kokerei in Betrieb genommen. Kohle wurde bis 1957 an Schacht 4 gefördert, dann wurde die Förderung durch Schacht 1 und 2 übernommen.
Zentralkokerei und Kohlekraftwerk
1926 wurde ein neues Kohlekraftwerk auf dem Gelände von Lothringen 4 in Betrieb genommen. Gleichzeitig wurde die Kokerei als Zentralkokerei ausgebaut und die Kokereiaktivitäten von allen Standorten zu übernommen. Die Kokerei wurde auf Trockenkühlung umgestellt (Kühlung des heißen Kokses durch Kohlendioxid und Stickstoff), um die heißen Gase aus der Koks-Kühlung zum Heizen des Kraftwerks mit zu nutzen und so Kohle einzusparen.
Im Zweiten Weltkrieg gibt es Bombentreffer an der Kokerei.
Fernwärme
1955 wurde das Kraftwerk Lothringen 4 erweitert. Strom wurde u. a. an die Stahlwerke Bochum verkauft.
1961 begann der Ausbau der Fernwärme im Bochumer Norden. Das Kraftwerk Lothringen 4 lieferte hierzu die Fernwärme.
1967 wurde die Zeche Lothringen und die Kokerei stillgelegt. Das Kraftwerk blieb aber in Betrieb, um die Fernwärmeversorgung zu gewährleisten.
1975 nahmen die Stadtwerke Bochum am Standort Lothringen 4 das gasbetriebene Heizkraftwerk Hiltrop in Betrieb, das fortan die Fernwärmeversorgung übernahm. Das bestehende Kohlekraftwerk wurde abgeschaltet.

### Lothringen 5
Schacht 5
1913 wurde Schacht 5 abgeteuft und 1914 die Förderung begonnen. 1914 wurde ebenso eine Kokerei an diesem Standort in Betrieb genommen. 1915 wurde die Förderung wieder eingestellt und der Schacht zum Wetterschacht umgebaut. 1923 wurde ebenfalls der Betrieb der Kokerei eingestellt. Mit der Stilllegung der Zeche Lothringen 1967 wurde auch Schacht 5 stillgelegt.
Grubenholz-Imprägnieranlage
Auf dem Gelände Lothingen 5 wurde 1923 eine Grubenholz-Imprägnieranlage in Betrieb genommen
Imprägniert wurden die Hölzer durch Steinkohlenteeröl, das in den Kokereien anfiel. Die Hölzer wurden dem Teeröl unter hohem Druck ausgesetzt, wodurch das Teeröl tief in das Holz eindrang. Die Imprägnieranlage wurde mehrfach erweitert. Imprägniert wurden Grubenhölzer, Bahnschwellen, Hölzer für den Holzbau.
Die Imprägnieranlage war bis 1992 in Betrieb.

## Geschichte
Im Jahr 1872 wurde durch Fritz Funke, F. W. Waldthausen, Heinrich Grimberg und Johann Wilhelm Schürenberg die Gewerkschaft Lothringen gegründet, die sie nach dem im Deutsch-Französischen Krieg von 1870–1871 eroberten Gebiet Lothringen benannten.
Es entwickelte sich allmählich von einem Montan-Konzern zu der Rechtsform einer Aktiengesellschaft. Die Bergbau-AG Lothringen war in den 1920er-Jahren über Beteiligungen und Interessengemeinschaften mit der Chemische Werke Lothringen GmbH (Bochum), der Essener Steinkohlenbergwerke AG (Essen), der Henschel & Sohn AG (Kassel), der Hanomag (Hannover), der Westfalenbank AG (Bochum) und der Wintershall AG (Kassel) verbunden. Seit 1957 war der Eschweiler Bergwerksverein (EBV) Mehrheitsaktionär.
Bei einer Schlagwetterexplosion am 8. August 1912 kamen in 350 Meter Tiefe 115 Bergleute ums Leben. Sicherheitsmängel, unsachgemäß durchgeführte Sprengungen und unzureichende Wetterführung waren die Ursachen für das Unglück. Kaiser Wilhelm II. hielt sich wegen der 100-Jahr-Feier von Krupp gerade im Ruhrgebiet auf und besuchte kurzentschlossen die Zeche, um den Überlebenden zu kondolieren. Hierzu gibt es ein Historiengemälde. In der Zeit des Nationalsozialismus 1933–1945 wurden auf dem Gelände der Zeche Lothringen Zwangsarbeiterlager errichtet, um den erforderlichen Bedarf an Arbeitskräften zu sichern.
1960 wurde die Zeche Graf Schwerin übernommen und der Schacht 1 von Lothringen zum Zentralförderschacht ausgebaut. Auf dem Höhepunkt der Kohlekrise in der zweiten Hälfte der 1960er Jahre begann die Bergbau-AG Lothringen, sich komplett aus dem Steinkohlenbergbau zurückzuziehen. Die Zechen wurden größtenteils an den Eschweiler Bergwerks-Verein (EBV) verkauft. Dieser führte die Zechen nun fort oder legte sie still, wenn die Restlebensdauer nicht mehr ausreichend erschien. Am 1. Januar 1967 wurde das Verbundbergwerk Lothringen/Graf Schwerin stillgelegt. Ein Teil des Grubenfeldes kam an die Zeche Erin, die ebenfalls durch den EBV aufgekauft worden war.
Ende des 19. Jahrhunderts wurde mit dem Bau von Arbeiterwohnungen begonnen, um die erforderliche Belegschaft heranzuziehen und festzuhalten.
Die 1922 eingeweihte Imprägnieranlage auf dem Gelände von Schacht 5, in der vorwiegend Bahnschwellen mit Teeröl imprägniert und Konstruktionshölzer kyanisiert wurden, ist dagegen noch bis Ende 1992 betrieben worden, zuletzt von einer Tochter der Pfleiderer GmbH.
Mit Seppel wurde von der Zeche Lothringen das letzte deutsche Grubenpferd im August 1966 nach über Tage transportiert. Es erhielt sein Gnadenbrot in Lüdinghausen.
Die Schächte wurden verfüllt und die Tagesanlagen abgebrochen. Die Kokerei bei Graf Schwerin 1/2 wurde noch bis 1975 betrieben. Der Wetterschacht 6 war noch bis 1980 in Betrieb.
Seit 1997 beschäftigt sich der Projektkurs „Kohlegräberland“ in Gerthe mit der Aufarbeitung historischer Ereignisse rund um die Zeche Lothringen und den Stadtteil Gerthe.

## Heutiger Zustand

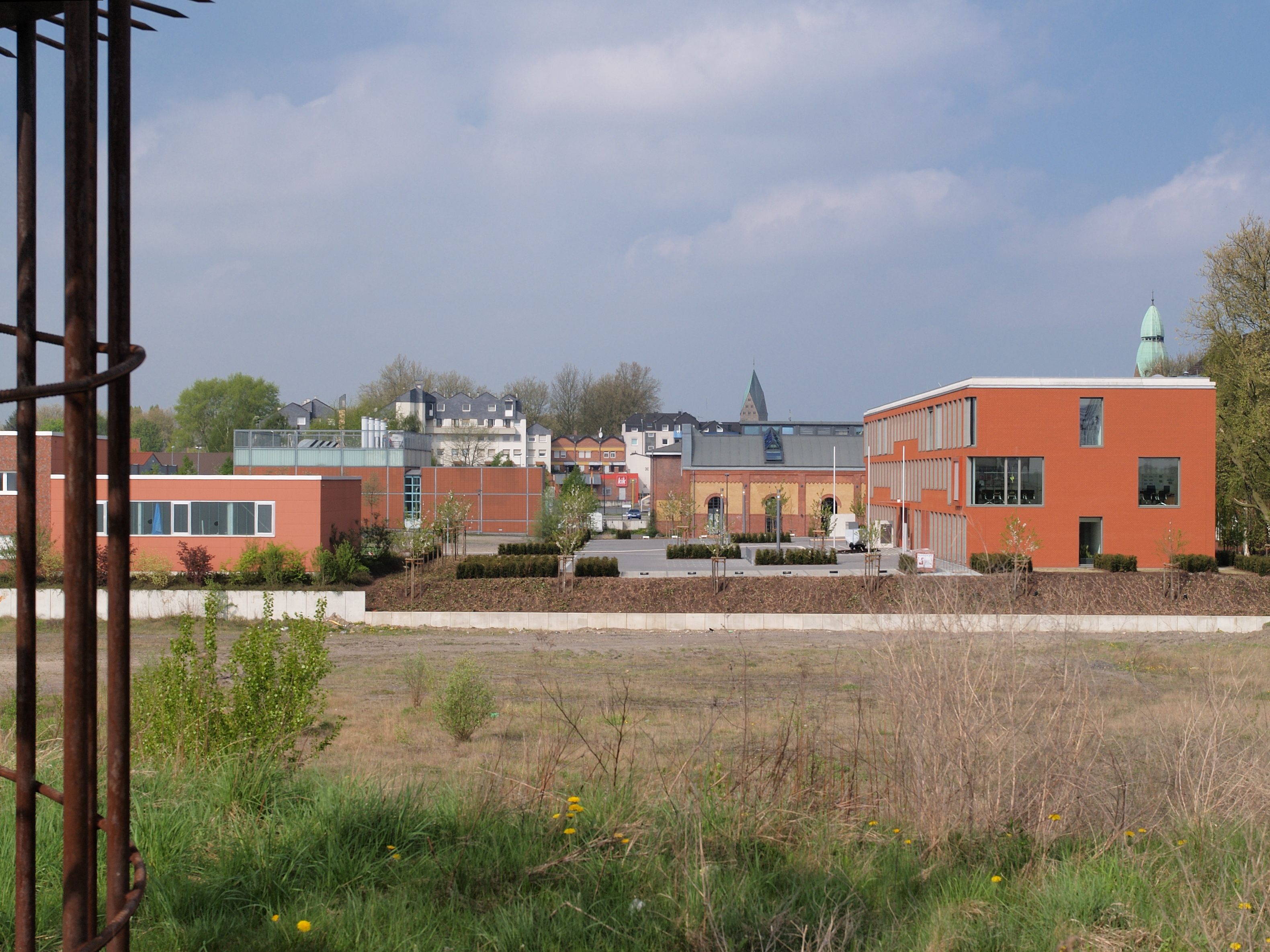
Gewerbepark Lothringen; alte Gebäude neu genutzt

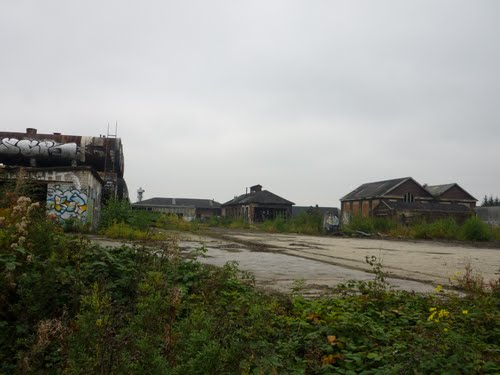
Schachtanlage Lothringen 5

Von der Schachtanlage 1/2/6 an der Lothringer Straße sind das Verwaltungsgebäude, die Maschinenhäuser und die Gebäude der Ammoniakfabrik in sehr gutem Zustand erhalten. Die abgedeckten Schächte 1 und 2 sind vor den Maschinenhäusern zu sehen. Der Schacht 6 steht neben dem Verwaltungsgebäude am Eingang.
Auf der Schachtanlage 3 an der Oswaldstraße stehen noch die Markenstube, das Verwaltungsgebäude, das Schalthaus, die Kaue und einige Baracken vom ehemaligen Gefangenenlager. Auf dem Gelände befindet sich seit den 1980er Jahren an der Gewerkenstraße ein genossenschaftliches Wohnprojekt. Der verfüllte Schacht ist nur noch an einem Schild zu erkennen.
Von der Schachtanlage 4 ist außer einer Seilscheibe nichts mehr vorhanden. Nördlich des ehemaligen Schachtes entstehen Wohnhäuser. Auf dem Rest des Geländes ist ein Gewerbepark entstanden. Der durch die Kokerei belastete Boden wurde zu zwei Hügeln zusammengeschoben und versiegelt.
Die Schachtanlage 5 befindet sich am Castroper Hellweg. Hier stand bis 2011 noch das Maschinenhaus mit dem verfüllten und abgedeckten Schacht und zwei andere Gebäude und Kessel in einem sichtbar schlechten Zustand. Das Gelände war eingezäunt und nicht zugänglich. Anfang des Jahres 2011 wurde mit der Sanierung der erheblichen Altlasten begonnen, um Gewerbe ansiedeln zu können.

## Bilder

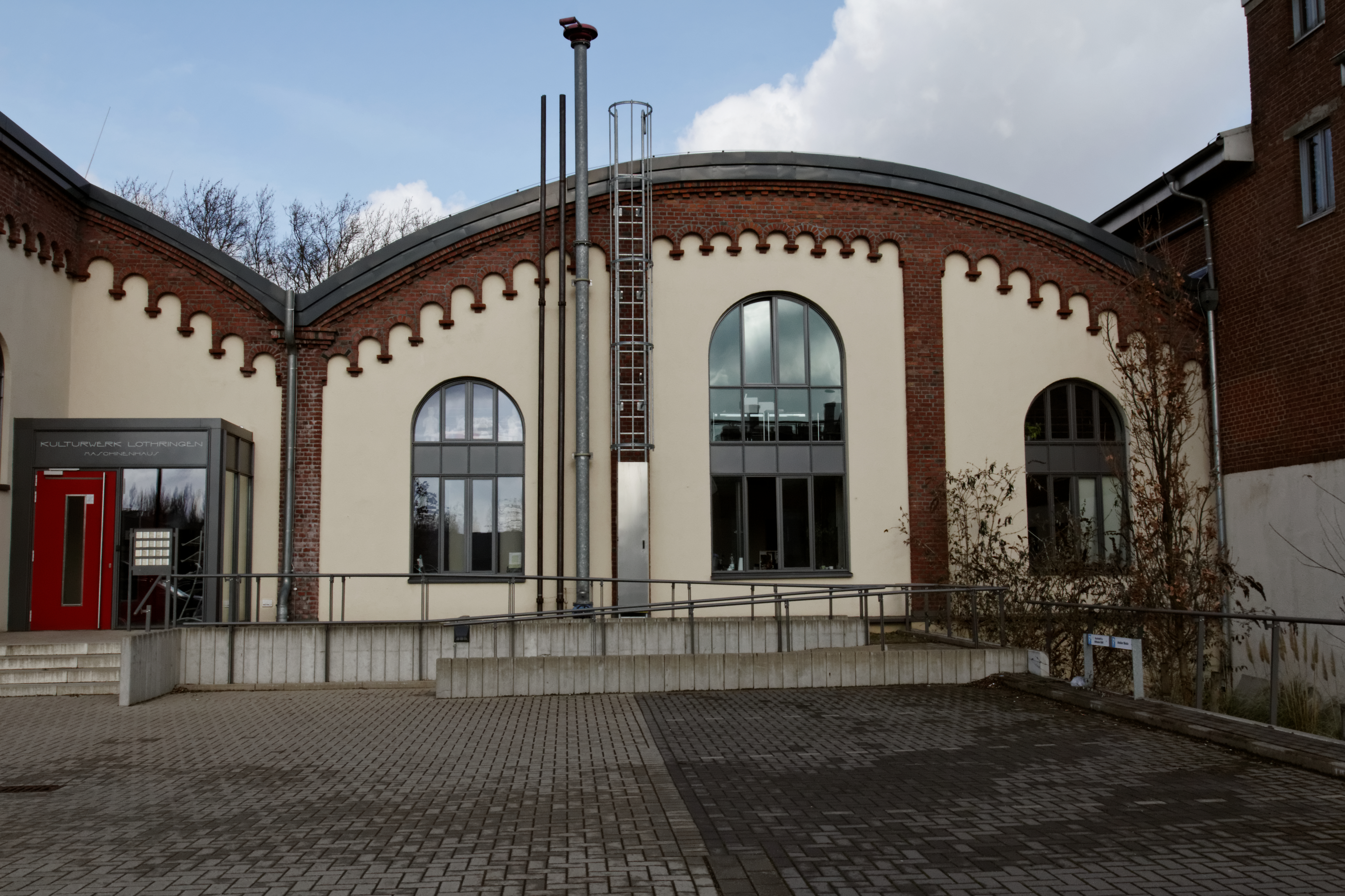
Bochum, Zeche Lothringen
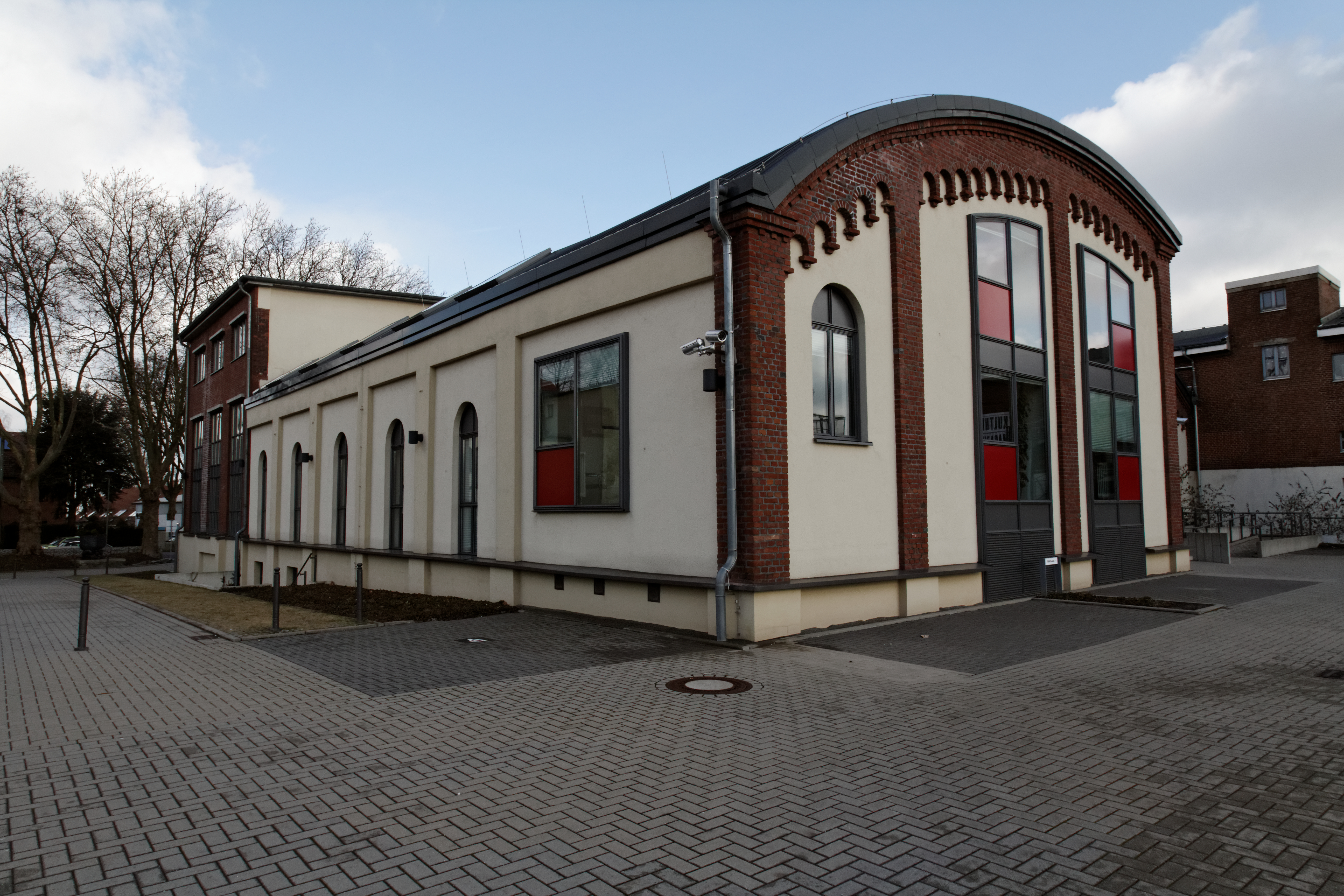
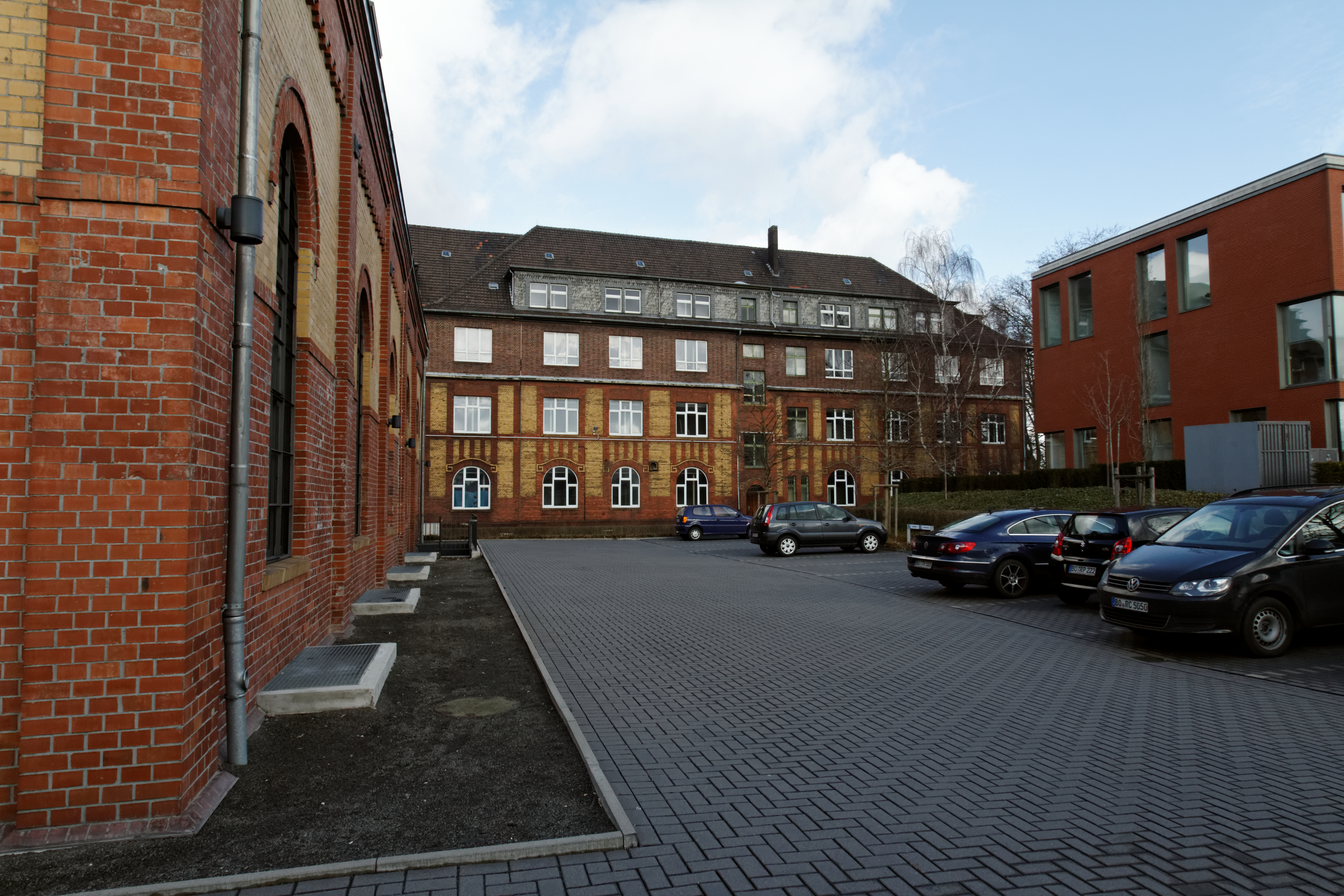
Rückseite Verwaltungsgebäude
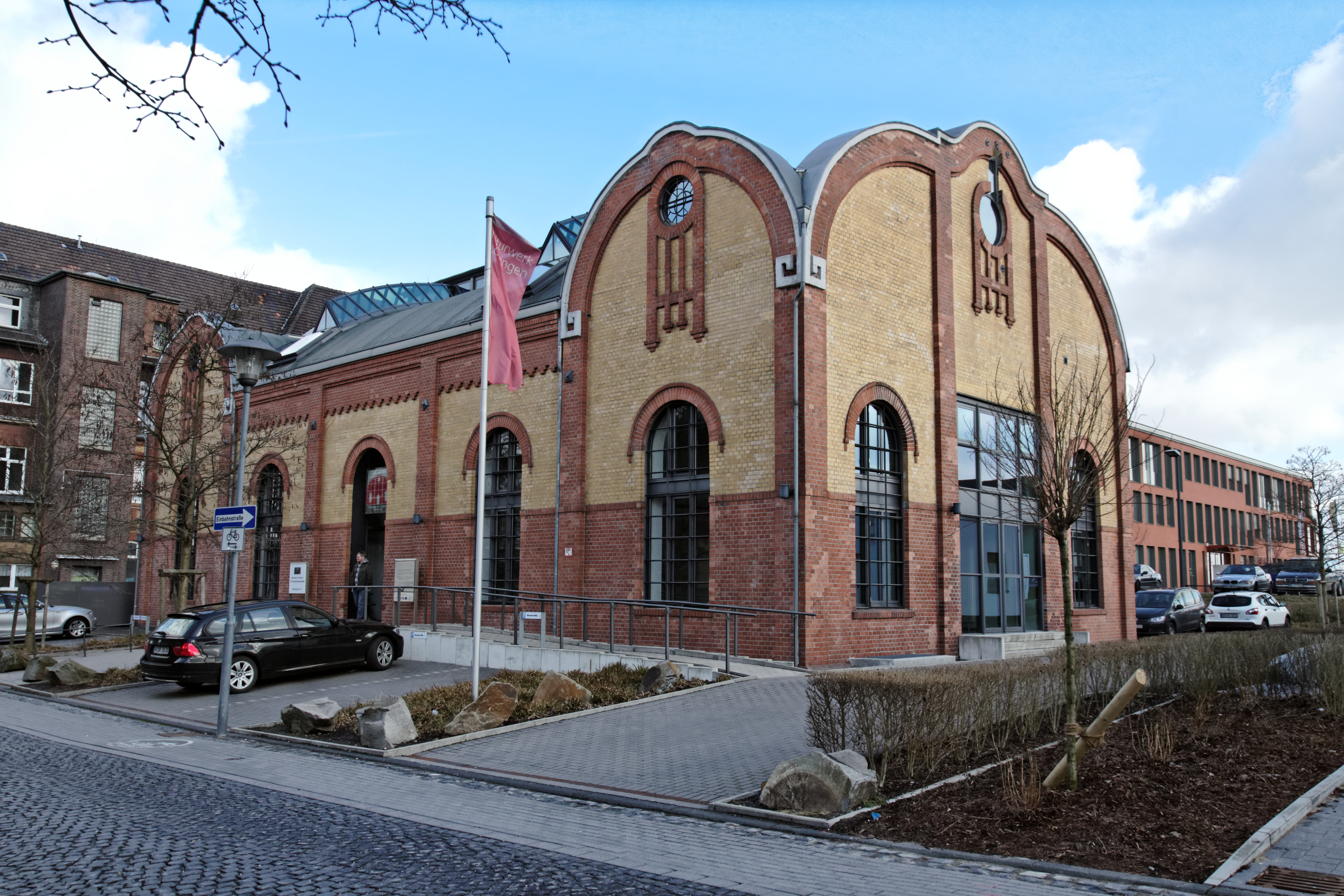
Maschinenhaus